# 1018
Il 1018 (MXVIII in numeri romani) è un anno  dell'XI secolo.

## Eventi
- Melo di Bari viene sconfitto disastrosamente dal catapano bizantino Basilio Boioannes a Canne. Nell'armata degli insorti era presente anche un piccolo contingente di soldati normanni.
- Ariberto da Intimiano diviene arcivescovo di Milano.

## Nati
- 10 aprile - Nizam al-Mulk, scrittore persiano († 1092)
- 31 agosto - Jeongjong II di Goryeo, re coreano († 1046)
- Bagrat IV di Georgia, sovrano georgiano († 1072)
- Corrado di Walbeck, nobile tedesco († 1073)
- Michele Psello, filosofo, scrittore e politico bizantino († 1096)
- Wen Tong, pittore e poeta cinese († 1079)

## Morti
- 25 febbraio - Arnolfo II da Arsago, arcivescovo italiano
- 22 marzo - Ali ibn Hammūd, sovrano (n. 963)
- 23 giugno - Enrico I di Babenberg, nobile tedesco
- 23 luglio - Abd al-Rahman IV ibn Muhammad, califfo
- 21 agosto - Enrico di Borgogna, vescovo cattolico svizzero
- 1º dicembre - Tietmaro di Merseburgo, storico e vescovo tedesco (n. 975)
- Aroldo II di Danimarca, re norrena
- Aeddan ap Blegywryd, sovrano
- Vitale Candiano, politico italiano
- Gilberto Drengot, cavaliere medievale normanno
- Osmondo Drengot, cavaliere medievale normanno
- Federico di Walbeck, nobile tedesco (n. 974)
- Giovanni Ladislao di Bulgaria, sovrano bulgaro
- Guglielmo II di Provenza, conte
- Sermone, nobile e militare bulgaro

## Calendario
| Calendario 1018 | Calendario 1018 | Calendario 1018 | Calendario 1018 | Calendario 1018 | Calendario 1018 | Calendario 1018 | Calendario 1018 | Calendario 1018 | Calendario 1018 | Calendario 1018 | Calendario 1018 | Calendario 1018 | Calendario 1018 | Calendario 1018 | Calendario 1018 | Calendario 1018 | Calendario 1018 | Calendario 1018 | Calendario 1018 | Calendario 1018 | Calendario 1018 | Calendario 1018 | Calendario 1018 | Calendario 1018 | Calendario 1018 | Calendario 1018 | Calendario 1018 | Calendario 1018 | Calendario 1018 | Calendario 1018 | Calendario 1018 | Calendario 1018 |
| --------------- | --------------- | --------------- | --------------- | --------------- | --------------- | --------------- | --------------- | --------------- | --------------- | --------------- | --------------- | --------------- | --------------- | --------------- | --------------- | --------------- | --------------- | --------------- | --------------- | --------------- | --------------- | --------------- | --------------- | --------------- | --------------- | --------------- | --------------- | --------------- | --------------- | --------------- | --------------- | --------------- |
|                 | 1               | 2               | 3               | 4               | 5               | 6               | 7               | 8               | 9               | 10              | 11              | 12              | 13              | 14              | 15              | 16              | 17              | 18              | 19              | 20              | 21              | 22              | 23              | 24              | 25              | 26              | 27              | 28              | 29              | 30              | 31              |                 |
| Gennaio         | Me              | Gi              | Ve              | Sa              | Do              | Lu              | Ma              | Me              | Gi              | Ve              | Sa              | Do              | Lu              | Ma              | Me              | Gi              | Ve              | Sa              | Do              | Lu              | Ma              | Me              | Gi              | Ve              | Sa              | Do              | Lu              | Ma              | Me              | Gi              | Ve              |                 |
| Febbraio        | Sa              | Do              | Lu              | Ma              | Me              | Gi              | Ve              | Sa              | Do              | Lu              | Ma              | Me              | Gi              | Ve              | Sa              | Do              | Lu              | Ma              | Me              | Gi              | Ve              | Sa              | Do              | Lu              | Ma              | Me              | Gi              | Ve              |                 |                 |                 |                 |
| Marzo           | Sa              | Do              | Lu              | Ma              | Me              | Gi              | Ve              | Sa              | Do              | Lu              | Ma              | Me              | Gi              | Ve              | Sa              | Do              | Lu              | Ma              | Me              | Gi              | Ve              | Sa              | Do              | Lu              | Ma              | Me              | Gi              | Ve              | Sa              | Do              | Lu              |                 |
| Aprile          | Ma              | Me              | Gi              | Ve              | Sa              | Do              | Lu              | Ma              | Me              | Gi              | Ve              | Sa              | Do              | Lu              | Ma              | Me              | Gi              | Ve              | Sa              | Do              | Lu              | Ma              | Me              | Gi              | Ve              | Sa              | Do              | Lu              | Ma              | Me              |                 |                 |
| Maggio          | Gi              | Ve              | Sa              | Do              | Lu              | Ma              | Me              | Gi              | Ve              | Sa              | Do              | Lu              | Ma              | Me              | Gi              | Ve              | Sa              | Do              | Lu              | Ma              | Me              | Gi              | Ve              | Sa              | Do              | Lu              | Ma              | Me              | Gi              | Ve              | Sa              |                 |
| Giugno          | Do              | Lu              | Ma              | Me              | Gi              | Ve              | Sa              | Do              | Lu              | Ma              | Me              | Gi              | Ve              | Sa              | Do              | Lu              | Ma              | Me              | Gi              | Ve              | Sa              | Do              | Lu              | Ma              | Me              | Gi              | Ve              | Sa              | Do              | Lu              |                 |                 |
| Luglio          | Ma              | Me              | Gi              | Ve              | Sa              | Do              | Lu              | Ma              | Me              | Gi              | Ve              | Sa              | Do              | Lu              | Ma              | Me              | Gi              | Ve              | Sa              | Do              | Lu              | Ma              | Me              | Gi              | Ve              | Sa              | Do              | Lu              | Ma              | Me              | Gi              |                 |
| Agosto          | Ve              | Sa              | Do              | Lu              | Ma              | Me              | Gi              | Ve              | Sa              | Do              | Lu              | Ma              | Me              | Gi              | Ve              | Sa              | Do              | Lu              | Ma              | Me              | Gi              | Ve              | Sa              | Do              | Lu              | Ma              | Me              | Gi              | Ve              | Sa              | Do              |                 |
| Settembre       | Lu              | Ma              | Me              | Gi              | Ve              | Sa              | Do              | Lu              | Ma              | Me              | Gi              | Ve              | Sa              | Do              | Lu              | Ma              | Me              | Gi              | Ve              | Sa              | Do              | Lu              | Ma              | Me              | Gi              | Ve              | Sa              | Do              | Lu              | Ma              |                 |                 |
| Ottobre         | Me              | Gi              | Ve              | Sa              | Do              | Lu              | Ma              | Me              | Gi              | Ve              | Sa              | Do              | Lu              | Ma              | Me              | Gi              | Ve              | Sa              | Do              | Lu              | Ma              | Me              | Gi              | Ve              | Sa              | Do              | Lu              | Ma              | Me              | Gi              | Ve              |                 |
| Novembre        | Sa              | Do              | Lu              | Ma              | Me              | Gi              | Ve              | Sa              | Do              | Lu              | Ma              | Me              | Gi              | Ve              | Sa              | Do              | Lu              | Ma              | Me              | Gi              | Ve              | Sa              | Do              | Lu              | Ma              | Me              | Gi              | Ve              | Sa              | Do              |                 |                 |
| Dicembre        | Lu              | Ma              | Me              | Gi              | Ve              | Sa              | Do              | Lu              | Ma              | Me              | Gi              | Ve              | Sa              | Do              | Lu              | Ma              | Me              | Gi              | Ve              | Sa              | Do              | Lu              | Ma              | Me              | Gi              | Ve              | Sa              | Do              | Lu              | Ma              | Me              |                 |